# Ascorhynchus tuberosus
Ascorhynchus tuberosus är en havsspindelart som beskrevs av Utinomi, H. 1962. Ascorhynchus tuberosus ingår i släktet Ascorhynchus och familjen Ammotheidae. Inga underarter finns listade i Catalogue of Life.